# حسن رابحي
حسن رابحي سياسي جزائري، وزير الاتصال والناطق الرسمي باسم الحكومة عينه الرئيس عبد العزيز بوتفليقة بـحكومة بدوي.

## المناصب التي تقلدها
- وزيرا للإتصال والناطق الرسمي باسم الحكومة من 1 أفريل 2019 إلى

غاية 2 يناير 2020.
- وزيرا للثقافة بالنيابة.[10]
- أمين عام بوزارة الشؤون الخارجية 2016.[11][12][13]
- سفير سابق للجزائر بدولة  غانا.[11][12]
- سفير سابق للجزائر بدولة  الصين.[11][12]

### وصلات خارجية
- وزارة الإتصال الجزائرية
- وزارة الثقافة الجزائرية